# Lerista cinerea
Lerista cinerea este o specie de șopârle din genul Lerista, familia Scincidae, descrisă de Greer, Mcdonald și Lawrie 1983. Conform Catalogue of Life specia Lerista cinerea nu are subspecii cunoscute.